# Monsour del Rosario
Manuel Monsour Tabib del Rosario III (Manila, 11 de mayo de 1965) es un actor y practicante de taekwondo filipino.

## Biografía
Su familia es originaria de Bacólod ubicada en la isla de Negros. Su madre, filipina, es de ascendencia árabe. Su primer instructor de Artes Marciales fue Joe López-Vito, un practicante de Tang Soo Doo y Moo Duk Kwan. Posteriormente empezó a practicar Taekwondo a partir de 1977, en virtud de Hong Sung Chon. Eso fue cuando el vino a Manila para dictar a personas interesadas que se encontraban cursando la Escuela Secundaria y además se unió al equipo nacional de Filipinas en 1982.
Ganó una medalla de bronce en el Campeonato Mundial de Taekwondo de 1985 y una medalla de bronce en los Juegos Asiáticos de 1986.
| Campeonato Mundial | Campeonato Mundial   | Campeonato Mundial | Campeonato Mundial |
| Año                | Lugar                | Medalla            | Categoría          |
| ------------------ | -------------------- | ------------------ | ------------------ |
| 1985               | Seúl (Corea del Sur) | Medalla de bronce  | –70 kg             |
| Juegos Asiáticos   |                      |                    |                    |
| Año                | Lugar                | Medalla            | Categoría          |
| 1986               | Seúl (Corea del Sur) | Medalla de bronce  | –70 kg             |